# Andevanne
Andevanne est une commune associée de Tailly et une ancienne commune française, située dans le département des Ardennes en région Grand Est.
Le 1er janvier 1973, les communes de Tailly, d'Andevanne, de Barricourt et de Rémonville s'associent pour former Tailly.

## Géographie
La commune avait une superficie de 8,02 km2

## Histoire
Par arrêté préfectoral du 19 décembre 1972, la commune d'Andevanne est rattachée le 1er janvier 1973 à la commune de Tailly sous la forme de fusion-association.

## Administration

### Liste des maires
| Période                                  | Période | Identité | Étiquette | Qualité |
| ---------------------------------------- | ------- | -------- | --------- | ------- |
| Les données manquantes sont à compléter. |         |          |           |         |
|                                          |         |          |           |         |

### Liste des maires délégués
| Période                                  | Période | Identité     | Étiquette | Qualité |
| ---------------------------------------- | ------- | ------------ | --------- | ------- |
| Les données manquantes sont à compléter. |         |              |           |         |
| avant 2002                               | ?       | Pascal Genty | DVD       |         |

## Démographie
| 1793 | 1800 | 1806 | 1821 | 1831 | 1836 | 1841 | 1846 | 1851 |
| ---- | ---- | ---- | ---- | ---- | ---- | ---- | ---- | ---- |
| 89   | 115  | 115  | 116  | 123  | 132  | 151  | 143  | 137  |

| 1856 | 1861 | 1866 | 1872 | 1876 | 1881 | 1886 | 1891 | 1896 |
| ---- | ---- | ---- | ---- | ---- | ---- | ---- | ---- | ---- |
| lac. | lac. | 117  | 111  | 89   | 80   | 89   | 85   | 60   |

| 1901 | 1906 | 1911 | 1921 | 1926 | 1931 | 1936 | 1946 | 1954 |
| ---- | ---- | ---- | ---- | ---- | ---- | ---- | ---- | ---- |
| 74   | 72   | 71   | 21   | 29   | 44   | 41   | 32   | 25   |

| 1962 | 1968 | 1975 | 1982 | 1990 | 1999 | 2007 | 2012 | 2013 |
| ---- | ---- | ---- | ---- | ---- | ---- | ---- | ---- | ---- |
| 46   | 41   | -    | -    | 25   | 36   | 27   | 23   | 23   |

Histogramme

(élaboration graphique par Wikipédia)